# Бездекомпрессионный предел
Бездекомпрессионный предел (англ. No Decompression Limit, NDL) — момент времени, после достижения которого подъём с глубины на поверхность требует остановок для выделения накопившегося в тканях инертного газа — ступенчатой декомпрессии. Зависит от следующих факторов:
- глубины погружения;
- времени пребывания на заданной глубине;
- продолжительности пребывания на поверхности после последнего погружения;
- накопленного инертного газа, например азота после серии погружений (если совершались);
- температуры окружающей среды (воды)
- высоты волн на поверхности
- высоты над уровнем моря (в горах).

Существуют другие факторы, влияющие на величину бездекомпрессионного предела, но они зачастую не учитываются при погружении, так как являются сугубо индивидуальными.
Под серией погружений понимается два и более погружений, между которыми были интервалы, недостаточные для выделения из организма избыточного инертного газа.
В 2005 году ассоциацией NAUI в глубоких бездекомпрессионных погружениях была введена двухминутная остановка на половинной глубине. Данное правило стало следствием многочисленных опытов и всё более укрепляющегося мнения учёных о том, что бездекомпрессионных погружений не может быть в принципе.
Разработаны декомпрессионные таблицы для бездекомпрессионных погружений, в которых указано время до наступления бездекомпрессионного предела в зависимости от глубины погружения, а также условия, при которых становится желательным выполнение остановки безопасности.